# La Chaca, Ixhuatlán de Madero
La Chaca är en ort i Mexiko.   Den ligger i kommunen Ixhuatlán de Madero och delstaten Veracruz, i den sydöstra delen av landet, 200 km nordost om huvudstaden Mexico City. La Chaca ligger 296 meter över havet och antalet invånare är 213.
Terrängen runt La Chaca är lite kuperad, och sluttar österut. Runt La Chaca är det ganska tätbefolkat, med 65 invånare per kvadratkilometer. Närmaste större samhälle är Benito Juárez, 18,5 km väster om La Chaca. Omgivningarna runt La Chaca är en mosaik av jordbruksmark och naturlig växtlighet.